# Molí d'en Quelet
Molí d'en Quelet és una obra del municipi de Camprodon (Ripollès) inclosa en l'Inventari del Patrimoni Arquitectònic de Catalunya.

## Descripció
Sortint de Beget pel camí que neix a la banda de migdia de la plaça de l'església hi ha dos molins fariners, els més importants del poble. El primer, sortint ja del nucli de Beget i al costat dret de la riera de Beget, abans de trobar el pont amb la carretera d'Oix, molt restaurat, és el d'en Queleny (o Caleny). Passat aquest pont però abans de la desviació cap al Riberal i la masia del Barrancot, també a la dreta de la Riera de Beget però ensorrat respecte del nivell de la carretera a Oix, hi ha el d'en Quelet.
És una construcció de planta rectangular i teulat a dues aigües amb els vessants vers les façanes principals. Pel costat del riu hi ha un cos afegit que disposa de baixos i tres pisos.
El molí tenia uns amplis baixos on hi havia els aparells per moldre el gra. A la primera planta s'hi accedia per una rampa de baixada pel costat del migdia. Té dos pisos superiors destinats a l'habitatge i les golfes.
Per la banda del sol hi havia una eixida coberta, feta amb bigues i baranes de fusta. Avui el molí d'en Quelet és una ruïna total. Les heures han envaït els murs exteriors i per les obertures s'han introduït a l'interior. Va ser bastit amb pedra petita del país i bigues de fusta per les obertures.